# Saint-Cyran-du-Jambot

Saint-Cyran-du-Jambot este o comună în departamentul Indre, Franța. În 1 ianuarie 2022 avea o populație de 171 de locuitori.